# Pimpinella tenuissima
Pimpinella tenuissima är en flockblommig växtart som beskrevs av C.Norman. Pimpinella tenuissima ingår i släktet bockrötter, och familjen flockblommiga växter. Inga underarter finns listade i Catalogue of Life.